# Giulianova
Giulianova là một đô thị và thị xã của Ý. Đô thị này thuộc tỉnh Teramo trong vùng Abruzzo. Giulianova có diện tích 27,46 km², dân số theo ước tính năm 2005 của Viện thống kê quốc gia Ý là 21.875 người. 